# Kranjska krajina
Kranjska krajina (tudi znana kot Kranjska marka, pri čemer izraz krajina mdr. pomeni „obmejno območje, pokrajino“ v vseh slovanskih jezikih; ) je bila od 973 (po drugih virih 976) ena od mejnih grofij ali krajin, podrejenih Vojvodini Koroški. Po ločitvi od Koroške leta 1002 pa je postala samostojna mejna grofija s svojim mejnim grofom. Leta 1364 je bila povzdignjena v vojvodino nato pa leta 1849 v avstrijsko kronsko deželo. 

## Grb Kranjske krajine in barve
Glavna figura v grbu Kranjske je orel, ki izvira iz grba grofov Andeško-Meranskih, nekdanjih mejnih grofov Kranjska krajine. Osnova je bela z modrim orlom.  Ta motiv je kasneje povzel tudi  Otokar II. Přemysl kot gospodar Kranjske  „dominus Carniole“  leta 1269  v obliki kranjskega orla na njegovih kovancih.

## Izvor imena
Ime Kranjska krajina izvira iz  keltsko-rimske carniola in iz slovenske krajina. V pozni antiki je bila iz geografskega vidika pomenila Carniola, le mala Carnia, samo večji del kasnejše Gorenjske z mestom Carnium/ Krainburg/ Kranj. Gotovo mlajši izraz krajina pomeni območje, pokrajino, obmejno regijo Marka v smislu frankovskega marchia.

## Kranjska mejna grofija in mejni grofje Kranjske
Kranjska krajina je bila okoli 1040 že organizirana kot samostojna Mejna grofija. Že leta 973 se v pisnem viru prvič izpričana Kranjska krajina, oziroma Kranjska marka (Creina mark) v zvezi s cerkveno pristojnostjo Oglejski patriarhat na območju Kranjske. Posvetno pa je ozemlje po pisnem viru kot mejna grofija spadala od leta 976  pod  Vojvodino Koroška (vojvodina), in s tem kot del  Nemškega svetega rimskega cesarstva. V tem času pridobijo svoje posesti škofije Briksen, Freising, Salzburg, Oglej in Krka. Henrik IV. jo je leta 1077 po desetih letih kraljevske uprave podelil v fevd oglejskemu patriarhu Sighardu. 
Do takrat so se na grofovskem mestu izmenjali:
- Pabo (Popon) (od 957, † 975), (mejni grof Kranjske 973)
- Adalbero I. Ebersberški
- Ulrik Ebersberški (*960/965, † 11.3.1029)(mejni grof Kranjske okoli 1011)
- Eberhard II. Ebersberški (*995; † 24. 6. 1041/44)
- Poppo I. Weimar (*pred 1012; † 13.7.1044) (mejni grof Kranjske 1040/44)
- Ulrik I. Weimar-Orlamünde  († 6.3.1070)(od 1045/70 mejni grof Kranjske - od 1060 tudi mejni grof Istre)
- Poppo II. Weimar-Orlamünde  (od 1070-1077 mejni grof Kranjske)
- Henrik Eppensteinski (od 1077-1093 mejni grof Kranjske)
- Ulrik II. Weimar-Orlamünde  (1098-1107 mejni grof Kranjske)
- Engelbert II. Spanheimski (1107–1124 mejni grof Kranjske)
- Engelbert III. Spanheimski (1124–1173 mejni grof Kranjske)
- Bertold III. Andeški (1173–1188 mejni grof Kranjske)

Sempt-Ebersberški so bili bavarski sorodniki cesarja Arnulfa Koroškega, Weimar-Orlamündski pa so bili njihovi sorodniki iz Turingije. Oglejska uprava dežele se je sprva hitro končala, saj je Kranjsko za nekaj časa pridobil Henrik Eppensteinski, dokler je leta 1093 cesar ni ponovno podeli Ogleju.
Kranjska krajina (marka) je bila sestavljena iz sedanje Gorenjske s Kranjem, kjer je na tamkajšnjem gradu imel sedež Mejni grof,  z Ljubljansko kotlino na vzhodu z mejo do Šmarij, Velikih Lašč in jugu s kočevskimi gozdovi, Kočevski Rog, na zahodu pa do Loža,  Cerknica in  Planina. 
Po prelomu tisočletja se je Kranjski krajini torej uspelo ločiti od Koroške. To je bil začetek tesnejših odnosov s Savinjsko krajino in Istro. Meje Kranjske so bile od takrat podvržene tekočim spremembam glede na moč sosednjih ozemelj. Prvi samostojni mejni grofje so bili bavarski Grofje Sempt-Ebersberški, ki so po 1036 pokazali svojo moč uveljaviti oblast nad južno od Save ležečimi deli Savinjske krajine. Kot mejni grof je leta 1058 sledil  Ulrik I. Weimar-Orlamünde, prav tako kot Istrski mejni grof. Leta 1063 je Hrvaški odvzel ozek obalni pas na skrajnem severnem koncu Kvarnerja  v Reškem zalivu.  Ta del ozemlja med Reko in Brsečem je bil nato imenovan Meran ali Meranija.
Nasledniki Weimarskih  je bil leta 1077  Oglejski patriarh, ki so nominalno ostali mejni grofje Kranjske (krajine) do 1282, vendar je bilo ozemlje dano v zastavo plemiškim rodbinam. Kranjska je v naslednjih desetletjih formalno ostala v fevdu oglejskih patriarhov, vendar v tem času ni živela kot enotna upravna enota. V 12. in 13. stoletju je grofija obstajala tako rekoč le na papirju, saj je bila ozemeljsko razbita na več relativno samostojnih teritorialnih gospostev. Ta so obvladovale močne plemiške družine, ki so tekmovale za prevlado nad čim večjim ozemljem in pravicami. Najpomembnejše družine so bile:
- Babenberžani,
- Višnjegorski,
- Andeški in
- Spanheimi.

Za dejansko oblast nad Kranjsko krajino (marko) so od leta 1086  tekmovali Oglejski patriarh kot posvetni upravitelj Kranjske mejne grofije in sorodne močne dinastije: Eppensteinci, grofje Andeški,  Višnjegorski in Goriški grofje. Zadnji Babenberžan, Friderik II., je leta 1229 poročil  Nežo Andeško-Meransko in kupil posesti Freisinških škofov s čimer so tudi  Spanheimi posegli v boj za moč in vpliv.
Plemiške rodbine in Freisinški škofje so v 13. stoletju kot del svoje politike moči ustanovili naselbine in jim izdali trške ali mestne pravice: Kamnik, Kranj, Ljubljana, Kostanjevica na Krki in Škofja Loka. 
Ko se je koroški vojvoda Ulrik III. Spanheimski oženil z zadnjo predstavnico Andeških in povezal nižje plemstvo, je prevladal nad Kranjsko in postal njen gospodar. Hkrati je preselil sedež svojih posesti v Ljubljano, ki se je odtlej pričela razvijati v glavno mesto Kranjske. Po smrti Ulrika se je namesto mejne grofije Kranjska skupaj s Slovensko marko uveljavila kot državni fevd. Po izumrtju vojvodske rodbine Spanheim, češki kralj, Otokar II. Přemysl, po Avstriji in  Štajerski zagospodari tudi Kranjski in sicer v letih med 1269 do njegove smrti  26. avgusta 1278. Takrat ga je v bitki na Moravskem polju premagal (tudi sam v bitki pade) Rudolf Habsburški, novi  Rimsko-nemški kralj, in s tem postane za Habsburžane odprta pot, da postanejo gospodarji Kranjske.
Po zmagi na Moravskem polju je začel  Rudolf (1218–1291) s skrajno previdnostjo izgradnjo svojega dinastičnega ozemlja. Nekdanja ozemlja Spanheimov in  Babenberžanov na Kranjskem je dal v zastavo in ne v fevd svojemu najbolj zvestemu zavezniku Goriškemu grofu,  Majnhardu II., ki ga je leta 1286 povzdignil  v Koroškega vojvodo.
Rudolf je že leta 1282 formalno podelil svojima dvema sinovoma, Albrechtu in Rudolfu,  Mejno grofijo Kranjsko, vendar je dejansko ostala v zastavi do izumrtja starejše tirolsko-koroške veje  Majnhardincev  leta 1335.

## Posesti posameznih dinastov in škofij v Mejni grofiji Kranjski
Na gradovih so gospodarili ministerijali njihovih lastnikov, ki se imenujejo po nemškem poimenovanju teh gradov.
Weimar-Orlamünde (1058–1070)
Posest  Weimar-Orlamünde je ležala pretežno na Gorenjskem. Posest se razprostira med Karavankami do reke Kokre in Nakla, na širokem pasu vzhodno od Smlednika na Gorenjski ravnini do Trojan.
Višnjegorski (začetek 11. stoletja do 1209)
Posest Višnjegorskih – Podedovali so posest Heme Krške (glej Askvinci) – je ležala predvsem na Dolenjskem v porečju reke Krke, okoli Višnje gore in na območju med  Litijo  in zahodnimi ter južnimi vznožji Gorjancev z gradovi:
- Grad Višnja Gora, matični grad Višnjegorskih,
- Dvor Zalog (Brajtenav) pri Novem mestu,
- Grad Hohenau, Mihovo na Gorjancih nad Šentjernejem,
- Grad Hmeljnik pri Karteljevem,
- Dvor Kronovo, Dolenje Kronovo pri Novem mestu,
- Grad Lihtenberk  pri Litiji,
- Grad Mehovo, Podgrad
- Grad Mokronog,
- Grad Mirna,
- Grad Prežek, na Gorjancih
- Grad Čretež, Dolenje Laknice pri Mokronogu,
- Grad Slepčjek pri Mokronogu,
- Grad Otočec,
- Grad Šumberk.

Grofje Andeško-Meranski (1093–1291)
V času okoli 1100 je del nekdanje posesti Weimar-Orlamünde prešel na Andeške grofe. To so območja med  Motnikom in  Trojanami do Kokre in  Kranja, med  Kamniškimi Alpami in do reke Save, s Kaminkom  kot centrom z gradovi:
- Strmol
- Gutenberg pri Tržiču (~1156-1291)
- Stari grad Kamnik, (Oberstein (~1143-1291)
- Mali grad Kamnik, (Stein) (~1202-1291)
- Dvor Kokra (Kanker)
- Limberk pri Moravčah, (Lilienberg, Lilgenberg) (~1156-1291)
- Mekinje (Minkendorf) (~1143-1291)
- Mengeš (1093–1291)
- Dvor Olševek pri Preddvoru (1154)
- Dvorec Preddvor (Höflein) (~1156-1291)
- Dvorec Novi dvor pri Preddvoru (Niwenhouen) (~1147-1156)
- Dvor Špitalič (Poxrugkghoff) (1228-1257)
- Novi grad v Potočah pri Preddvoru (Neuburg) (1093–1291)
- Grad Kamen (Frauwenstein) (Michelstetten) Cerklje na Gorenjskem, Adergas-Velesovo (~1156-1238)
- Kolovec Rova pri Domžalah (1282–1291)
- Višnja Gora (1209–1231)
- Raka pri Škocjanu na Dolenjskem (1161–1291)
- Prežek Šentjernej pod Gorjanci (1209–1254)
- Volčji Potok (1220–1291)
- Vranja peč ali Koprivnik (Rabensberg) (~1211-1291)

Po letu 1209 je padlo pod družino Andeško-Meranskih tudi večina posesti Višnjegorskih. 
Spanheimi (ca.1100–1269/79)
Spanheimi so na začetku 12. stoletja posedovali Ljubljano z okolico. Kasneje so bila dodana obsežna zemljišča ob spodnjem toku reke Krke na območju današnje Kostanjevice na Krki. Njihove posesti z gradovi kot njihovimi centri so bili: 
- Falkenberg nad Želimljami pri Igu (~1214-1269)
- Goričane (~1256-1269)
- Iški turn ali Turnek  (Turn Egg) (~1251-1269))
- Jeterbenk  (~1207-1279)
- Kostanjevica na Krki (Landstraß) (12. st. do 1269)
- Kravjek (Weineck) (~1243-1279)
- Rožek  pri Dolenjskih Toplicah (1209–1269)
- Sicherstein pri Šentjerneju na Dolenjskem (12. st. do 1269)
- Polhov gradec (Billichgrätz) (~1261-1269)
- Ostri vrh pri Podgradu pri Ljubljani (Osterberg) (~1256-1279)

Kasneje so Spanheimi osvojili tudi ozemlje na območju Krškega polja do Gorjancev.
Goriški grofje (1271–1374)
Posest Goriških grofov je ležala pretežno v Slovenski marki in Beli krajini. Njihove posesti z gradovi kot njihovimi centri so bili: 
- Gradac (Gräz) (po 1279–1338)
- Hmeljnik  (1279–1374)
- Kostanjevica na Krki (Landstraß) (1279–1324)
- Kozljak v Istri (Waxenstein) (1271–1374?)
- Kozjak   (1279–1374)
- Lupoglav v Istri (Mahrenfels) (1271–1374)
- Mehovo (Maichau) (1271–1374)
- Metlika  (Möttling) (1271–1374)
- Pazin v Istri (Mitterburg) (1271–1374)
- Raka pri Škocjanu na Dolenjskem (1279–1374)
- Rožek  pri Dolenjskih Toplicah (1279–1374)
- Stara Soteska pri Dolenjskih Toplicah (Alteinöd) (1279–1374)
- Sicherstein pri Šentjerneju na Dolenjskem (1279–1374)
- Šumberk  (Schönberg) (1271–1374)
- Žužemberk (Seisenberg) (1295–1374)

Grofje Ortenburški (1262–1418)
Posest Ortenburških grofov je ležala z nekaj izjemami na področju današnje Dolenjske.
- Čušperk  (Zobelsberg) (1262–1418)
- Goričane  (Görtschach) (14. stoletje do 1418)
- Kamen pri Begunjah (14. stoletje do 1418)
- Kočevje (Gottschee) (1247–1418)
- Kostanjevica na Krki (Landstraß) (1324–1418)
- Litija (14. stoletje)
- Lož (Laas) (14. st. do 1418)
- Ortnek (Orttenegg) (14. st. do  1418)
- Podvin (Podwein) (14. st. do 1418)
- Radeče (Ratschach) (14. st. do 1418)
- Radovljica (Radmannsdorf) (1418)
- Ribnica (Reiffnitz) (1263–1418)
- Stari grad (Altenburg) (1350–1418)
- Trebnje (14. st. do 1418)

Turjaški
Visoki svobodni plemiški rod Turjaških (Adolf IV., Engelbert I. in II., Konrad, Ottoman I. Pilgrim I. in II.) so imeli naslednje posesti z gradovi kot njihovimi centri:
- Ribnica (Reiffnitz) (pred 1227)
- Turjak (Altauersperg) (od leta 1067-1945)
- Vinica  (1082)

Oglejski Patriarhat
- Cerknica Zirknitz  (do 14. st.)
- Kočevje (Gottschee) (do 1247)
- Lož (Laas) (do 14. st.)

Freisinška škofija
- Klevevž  (Klingenfels) (1025-1622)
- Škofja Loka / Bischoflack (973–1805)

Škofija Brixen
- Bled  (1004–1803, 1814–1858) z okolico, del Bohinj  in pas vzdolž Karavank: od Dobernika do Tržiške Bistrice.

## Spletne povezave
- http://www.sistory.si/publikacije/pdf/zgodovina/Stih-Slovenska_zgodovina_od_prazgodovinskih_kultur_do_konca_srednjega_veka.pdf